# Primi ministri di Capo Verde
Lista di Primi ministri di Capo Verde dall'istituzione dell'ufficio di presidenza (1975) all'attualità.

## Lista
| Primo ministro                                   | Primo ministro                   | Partito                                                          | Mandato          | Mandato          |
| Primo ministro                                   | Primo ministro                   | Partito                                                          | Inizio           | Fine             |
| ------------------------------------------------ | -------------------------------- | ---------------------------------------------------------------- | ---------------- | ---------------- |
|                                                  | Pedro Pires (1934- )             | Partito Africano per l'Indipendenza della Guinea e di Capo Verde | 8 luglio 1975    | gennaio 1981     |
| Partito Africano dell'Indipendenza di Capo Verde | Pedro Pires (1934- )             | gennaio 1981                                                     | 4 aprile 1991    |                  |
|                                                  | Carlos Veiga (1949- )            | Movimento per la Democrazia                                      | 4 aprile 1991    | 29 luglio 2000   |
|                                                  | Gualberto do Rosário (1950- )    | Movimento per la Democrazia                                      | 29 luglio 2000   | 1º febbraio 2001 |
|                                                  | José Maria Neves (1960- )        | Partito Africano dell'Indipendenza di Capo Verde                 | 1º febbraio 2001 | 22 aprile 2016   |
|                                                  | Ulisses Correia e Silva (1962- ) | Movimento per la Democrazia                                      | 22 aprile 2016   | in carica        |